# Нади
Нади (санскр. नाडी, IAST: nāḍī — канал, трубка, вена, пульс) — система каналов (шротов), по которым в соответствии с представлениями йоги и тантры движется жизненная энергия (прана). Слово «нади» происходит от санскритского корня «nad», означающего «полую трубку», «звук», «вибрацию» и «резонанс». Также нади переводят как «движение», происхождение санскритского термина от корня «nad» (नद्).
Нади являются частным случаем шротов и предназначены для переноса праны (санскр. — «Прана-ваха-шрота»).
Тексты по йоге подчёркивают, что нади не являются нервными волокнами, лимфатическими сосудами, жёлчными каналами либо кровеносными сосудами, питающими ткани (дхату), это скорее энергетичские структуры.

## Состав и структура каналов
Все нади берут начало в одном из двух центров: кандастхане (чуть ниже пупка) и в сердце.
В системах йоги есть асана Нади Шодхана и дыхательное упражнение Нади Шодхана пранаяма, предназначенные для очищения каналов Нади. В древней индийской медицине аюрведе считается, что закупоривание каналов Нади может вызывать расстройства функционирования организма.
Очистку нади проводят при помощи шаткарм (санскр. — очищающих действий) и мантр.
Имеются разные сведения о количестве каналов Нади. «Кшурика-упанишада», «Хатха-йога-прадипика» (текст XV века) и «Горакша-Паддхати» называют 72 000 нади; «Прапанчасара-тантра» — 300 000; «Шива-самхита» (XVII век) — 350 000.
Выделяют десять главных нади, три из которых считаются наиболее важными: ида («лунный канал», расположен слева), пингала («солнечный канал», расположена справа) и сушумна (расположена вдоль позвоночного столба).

### Наиболее важные нади
по центральной части:
1. Сушумна — срединный канал (состоит из четырёх слоёв)
2. Аламбуша — в области рта
3. Куху — в области половых органов
4. Вишводхара — к области желудка
5. Сарасвати — от горла до кончика языка
6. Варуни — к области сердца
7. Шанкхини — в муладхаре

по левой части тела:
1. Ида — в области правой ноздри[6]
2. Гандхари — в области левого глаза
3. Яшасвини — в области левого уха

по правой части тела:
1. Пингала — в области левой ноздри[7]
2. Хастиджихва — в области правого глаза
3. Пуша — в области правого уха

### Сушумна

Сушумна — центральный канал

Сушу́мна, Сушумна-нади (санскр. सुषुम्णा, IAST: suṣumṇā — солнечный луч) — по представлениям йоги, центральный нади (канал) энергетической системы человека.
Этот энергетический канал проходит через внутреннюю часть позвоночного столба, соприкасаясь с падмой каждой из чакр. Сушумна берёт начало у основания позвоночника (в месте расположения Кундалини), проходит вдоль спинного мозга и заканчивается на макушке головы. Рядом с Сушумной есть два других канала — Ида и Пингала. Вместе образуя Юкта-Тривени, они поднимаются спирально вверх, а затем соединяются в точке, называемой брахма-двар (дверь Брахмы). Сушумна имеет красноватый цвет. Относится к эфирному телу человека. Внутри неё, подобно матрешкам, вложенным одна в другую, проходят три ещё более тонкоматериальных канала — соответственно, ваджра-нади или ваджрини-нади (сверкающая, как Солнце), бледная читтрини-нади, и ещё более тонкая, сияющая неземным сверканием, брахма-нади, по которой сила Кундалини, пробуждаясь, восходит вверх к Сахасрара-чакре.

### Пингала

Пингала — правый канал

Пинга́ла, Пингала-нади (санскр. पिङ्गल, IAST: piṅgala — коричневый) также называют солнечным каналом, коричневым каналом, мужским психоэнергетическим потоком.
Нади Пингала берёт своё начало в центре кандастхан (немного ниже пупка), проходит обвиваясь справа от сушумны и оканчивается в правой ноздре

### Ида

Ида — левый канал

Ида, Ида-нади (санскр. इडा (इळा), IAST: iḍā (iḻā) — охлаждение, утешение, похвал) также называют лунным каналом, успокаивающим каналом. Этот канал считается по природе женским и по нему течёт эмоционально физическая[уточнить] энергия. Синоним — Идакалай.
Нади Ида берёт своё начало в центре свадхистхана (немного ниже пупка). Слева Ида. Обвивается вокруг сушумны и оканчивается в левой ноздре
Используя особые дыхательные упражнения (упражнения по системе пранаямы), можно воздействовать на Иду (активизировать её) и тем самым пробуждать свои дремлющие энергетические центры.